# Fernando Medina Martínez
Fernando Jesús Medina Martínez (Sevilla, 3 de abril de 1973) es un deportista español que compitió en esgrima, especialista en la modalidad de sable.
Ganó una medalla de bronce en el Campeonato Mundial de Esgrima de 1998, en la prueba individual. Participó en tres Juegos Olímpicos de Verano, entre los años 1996 y 2004, ocupando el sexto lugar en Atlanta 1996 y el noveno en Sídney 2000, en ambas ocasiones en la prueba por equipos.

## Palmarés internacional
| Campeonato Mundial | Campeonato Mundial        | Campeonato Mundial | Campeonato Mundial |
| Año                | Lugar                     | Medalla            | Prueba             |
| ------------------ | ------------------------- | ------------------ | ------------------ |
| 1998               | La Chaux-de-Fonds (Suiza) | Medalla de bronce  | Sable individual   |

## Premios y distinciones
- Medalla de bronce de la Real Orden del Mérito Deportivo, otorgada por el Consejo Superior de Deportes (1999)